# Paolo Conte (album 1984)
| Recensione | Giudizio       |
| ---------- | -------------- |
| Ondarock   | Pietra miliare |

Paolo Conte  è il sesto album del cantautore Paolo Conte.
È il primo titolo pubblicato da Conte per la CGD, etichetta alla quale l'artista sarà legato per i successivi vent'anni, tenendo conto dei vari cambi di distribuzione e di marchio della stessa Casa discografica. Con questo album, inoltre, il cantautore inaugura la collaborazione con Renzo Fantini, da questo momento suo manager e produttore, oltre che di Francesco Guccini (che Fantini già seguiva da qualche anno).

## Il disco
Testi e musiche sono di Paolo Conte. Tra i brani vanno citati Sparring partner, già comparsa in versione strumentale l'anno prima nel film Tu mi turbi di Roberto Benigni, Come di, la strumentale The music, all? (con Conte impegnato anche al vibrafono), Come mi vuoi?, ripresa anni dopo, dal vivo e in studio, anche da Fiorella Mannoia. Ma il brano di punta del disco è probabilmente Sotto le stelle del jazz, destinato a diventare un altro classico del musicista.
Gli impermeabili è riconducibile alla cosiddetta Trilogia del Mocambo, di cui costituirebbe il terzo episodio, distanziato di quasi un decennio dai precedenti. Bisognerà attendere il 2004 perché la trilogia diventi una tetralogia, con il brano dal sapore retrospettivo La nostalgia del Mocambo.

## Tracce
Testi e musiche di Paolo Conte
1. Sparring partner – 4:12
2. Chiunque – 3:35
3. Come di – 4:06
4. Simpati-simpatia – 3:25
5. The music, all? – 3:36
6. Sotto le stelle del jazz – 3:44
7. L'avance – 4:01
8. Gli impermeabili – 3:55
9. Come mi vuoi? – 3:37
10. Macaco – 2:26

## Formazione
- Paolo Conte – voce, kazoo, vibrafono e pianoforte
- Sergio Puppione – basso
- Vittorio Volpe, Ellade Bandini – batteria
- Piero Cairo – sintetizzatore e programmazione
- Ares Tavolazzi – basso e contrabbasso, cori
- Massimo Visentin – batteria elettronica, programmazione
- Massimo Luca – chitarra elettrica, cori
- Lefty Medina – percussioni
- Lucio Capobianco – trombone
- Antonio Marangolo – tastiera, sassofono soprano e tenore